# Travis Beacham

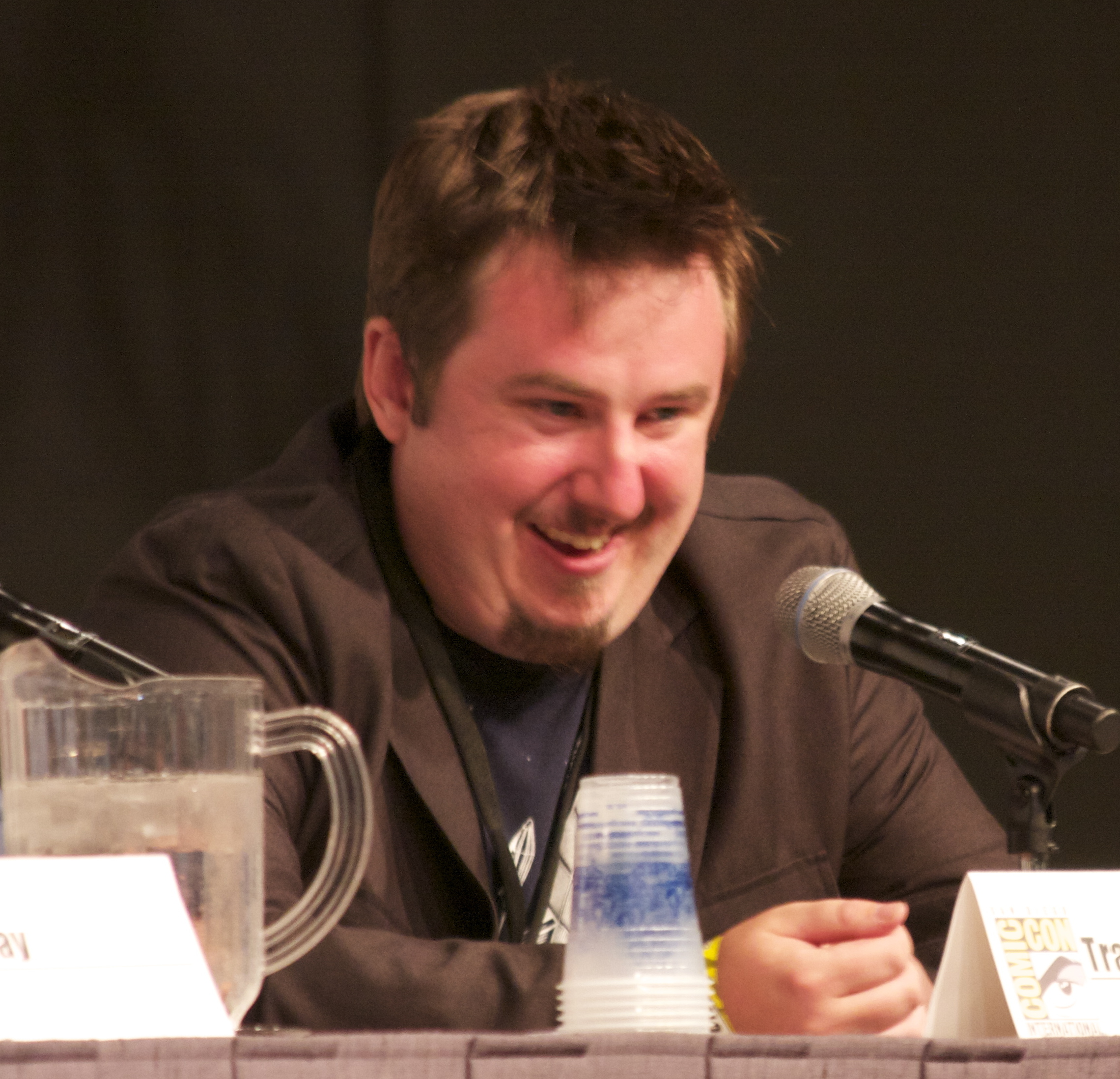

Travis Beacham (Cleveland, 1980) è uno sceneggiatore statunitense.

## Biografia
Poco prima di diplomarsi alla North Carolina School of the Arts nel 2005 Beacham contribuisce al film indipendente Dog Days of Summer diretto dal collega Mark Freiburger. La prima sceneggiatura di Beacham (A Killing on Carnival Row) è stata ripresa da New Line Cinema nel 2005. Caratterizzato come "un oscuro thriller fantasy neo-noir", il progetto era in sviluppo da anni con i registi Guillermo del Toro e Neil Jordan. Tuttavia, nel maggio 2017 è stato annunciato che Amazon Studios ha ordinato una serie televisiva di otto episodi basata sulla sceneggiatura di Carnival Row.

## Filmografia
- Booth (2005, corto)
- Seconds (2006, corto)
- Dog Days of Summer (2007)
- Scontro tra titani (Clash of the Titans) (2010)
- Pacific Rim (2013)
- Philip K. Dick's Electric Dreams – serie TV, episodio 1x08 (2017)
- Carnival Row – serie TV, 5 episodi (2019-2023) - anche creatore
- Pacific Rim - La zona oscura (Pacific Rim: The Black) – serie anime (2021-2022) - soggetto originale